# 77억의 사랑
《77억의 사랑》은 JTBC에서 2020년 2월 10일부터 2020년 4월 27일까지 방송된 예능 프로그램이다.

## 기획 의도
전 세계 인구 77억 명을 대표하는 세계 각국의 청춘 남녀가 국제커플들의 고민이나 사례를 통해 요즘 세대들의 연애와 결혼, 그리고 이성에 관한 생각과 문화를 함께 이야기하는 연애 토론 프로그램이다.

## 방송 일정
| 방송 채널 | 방송 기간                         | 방송 시간                            | 비고 |
| --------- | --------------------------------- | ------------------------------------ | ---- |
| JTBC      | 2020년 2월 10일 ~ 2020년 4월 27일 | 매주 월요일 밤 11시 00분 ~ 12시 30분 |      |

## 출연진
- 신동엽
- 유인나
- 김희철

## 출연 패널

### 고정 출연진
여성
- 독일 타베아 텐베르그
- 러시아 안젤리나 다닐로바
- 모로코 우메이마 파티흐
- 스페인 미키
- 일본 하루타 미즈키
- 핀란드 줄리아 안나 나탈리아 바룬드
- 프랑스 로즈 키즈킨

남성
- 중국 장역문
- 남아프리카 공화국 지노 슬라멧
- 미국 조셉 네멜카
- 스웨덴 요아킴 소렌센
- 러시아 막심 수호노시크
- 영국 안코드 아베 자칼레리
- 콜롬비아 호르헤 에레라

### 일일 출연진
여성
- 파키스탄 안나

남성
- 사우디아라비아 사드 알카타니
- 중국 원카이
- 독일 다니엘 린데만

## 에피소드 목록
| 회차 | 방송일   | 패널수 | 게스트                                                    | 비고                 |
| ---- | -------- | ------ | --------------------------------------------------------- | -------------------- |
| 1    | 2월 10일 | 14     | 딘딘                                                      |                      |
| 2    | 2월 17일 | 14     | 함소원                                                    |                      |
| 3    | 2월 24일 | 14     | 김원효, 심진화                                            |                      |
| 4    | 3월 2일  | 14     | 장영란                                                    |                      |
| 5    | 3월 9일  | 14     | 솔비                                                      |                      |
| 6    | 3월 16일 | 14     | 박성광                                                    |                      |
| 7    | 3월 23일 | 14     | 알베르토 몬디, 타일러 라쉬, 샘 오취리                     | 비정상회담 특별 출연 |
| 8    | 3월 30일 | 14     | 알베르토 몬디, 타일러 라쉬, 다니엘 린데만, 김보성, 김강림 |                      |
| 9    | 4월 6일  | 14     | 노지훈                                                    |                      |
| 10   | 4월 13일 | 14     | 안현모                                                    |                      |
| 11   | 4월 20일 | 14     | 대도서관, 윰댕                                            |                      |
| 12   | 4월 27일 | 14     | 임영웅, 영탁                                              | [ 3 ]                |

## 시청률
최저 시청률과 최고 시청률은 시청률 조사회사와 지역별로 시청률에 차이가 있을 수 있습니다.
| 회차 | 방송일   | 시청률         | 시청률 |
| 회차 | 방송일   | AGB 닐슨(전국) |        |
| ---- | -------- | -------------- | ------ |
| 1회  | 2월 10일 | 1.893%         |        |
| 2회  | 2월 17일 | 1.741%         |        |
| 3회  | 2월 24일 | 1.383%         |        |
| 4회  | 3월 2일  | 1.531%         |        |
| 5회  | 3월 9일  | 1.163%         |        |
| 6회  | 3월 16일 | 1.563%         |        |
| 7회  | 3월 23일 | 2.075%         |        |
| 8회  | 3월 30일 | 2.768%         |        |
| 9회  | 4월 6일  | 1.910%         |        |
| 10회 | 4월 13일 | 2.047%         |        |
| 11회 | 4월 20일 | 1.434%         |        |
| 12회 | 4월 27일 | 3.826%         |        |

## 참고 사항
- 《냉장고를 부탁해》 이후 이어진 월요일 밤 11시 징크스를 면치 못했다.

## 같이 보기
- 비정상회담
- 미녀들의 수다 (KBS)
- 쾌적한국 미수다 (KBS)
- 이웃집 찰스 (KBS)